# Piasti

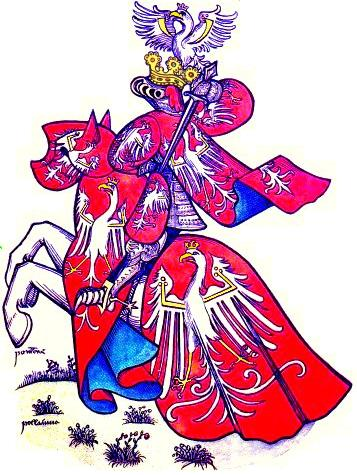
Re di Polonia della dinastia Piast in abbigliamento da torneo

I Piasti (in ceco Piastovci; in tedesco Piasten; in polacco Piastowie) furono la prima dinastia regnante della Polonia, che prende il nome dal loro semi-leggendario antenato, Piast di Polonia.
La dinastia governò prima il Ducato di Polonia e poi il Regno di Polonia dai primordi semi-mitici del IX secolo fino al 1370 con la morte del sovrano Casimiro III. I rami collaterali della dinastia dei Piast continuarono a governare i ducati separati della Masovia, fino al 1526, e della Slesia, fino al 1675.

## Etimologia
I primi duchi e re di Polonia si consideravano discendenti del semi-leggendario Piast Kołodziej; il suo nome viene menzionato per la prima volta nella Cronicæ et gesta ducum sive principum Polonorum (Cronaca e atti di principi o re polacchi), scritto intorno al 1113 da Gallus Anonymus. Tuttavia, il termine "dinastia dei Piast" fu creato da alcuni storici del XVII secolo al servizio dei duchi di Slesia.

## Storia
Le origini della dinastia si fondono e confondono con le leggende. Sicuramente è documentato che i primi "Piast", di probabile origine polana, apparvero intorno alla prima metà del X secolo nel territorio della Grande Polonia presso la roccaforte di Giecz, nella Polonia centro-occidentale. Poco dopo trasferirono la propria residenza a Gniezno, dove il principe Mieszko I governò sulla Civitas Schinesghe dal 960, circa, alla sua morte (992). I Piast contemporaneamente governaronono sulla Pomerania, la Boemia e la Lusazia, così come sulla Rutenia e sulla regione ungherese di Spiš nell'attuale Slovacchia. Il sovrano portava il titolo di duca o di re, a seconda del proprio  potere.
La monarchia polacca dovette affrontare le politiche espansionistiche del Sacro Romano Impero nell'Europa occidentale; i vari sovrani cercarono di proteggere lo Stato polacco dai trattati tedeschi, giurarono fedeltà all'Impero e attuarono una oculata politica matrimoniale imparentandosi con le più importanti famiglie europee ed imperiali (come gli Ottoniani e i Salici).
Dopo il regno di Boleslao III, dal 1107 al 1138, il suo testamento, che prevedeva la divisione del regno tra i suoi figli, fu quasi subito rotto, portando per oltre duecento anni alla frammentazione feudale della Polonia e a un conseguente indebolimento della dinastia Piast.
Dopo l'estinzione della linea reale Piast nel 1370, la Corona polacca passò agli Angioini con il già re d'Ungheria Luigi I, figlio di Elisabetta Piast, sorella dell'ultimo sovrano di Polonia della dinastia,
Casimiro III. Il ramo di Masovia dei Piast si estinse con la morte del duca Janusz III nel 1526. Il ramo dei Piast della Slesia, invece, si estinse in linea maschile alla morte del duca Giorgio IV Guglielmo  nel 1675. L'ultima erede legittima fu la duchessa Carolina di Legnica-Brieg, morta nel 1707 e sepolta nell'Abbazia di Trzebnica.

## Sovrani

stemma moderno della dinastia Piast

| Nome            | Regno                          |
| --------------- | ------------------------------ |
| Piast           | IX secolo                      |
| Siemowit        | fine del IX secolo             |
| Lestek          | inizio del X secolo            |
| Siemomysł       | X secolo                       |
| Miecislao I     | 962 - 992                      |
| Boleslao I      | 992 - 1025                     |
| Miecislao II    | 1025 - 1031, 1032 - 1034       |
| Bezprym         | 1031 - 1032                    |
| Casimiro I      | 1034 - 1038, 1039 - 1058       |
| Boleslao II     | 1058 - 1079                    |
| Ladislao Herman | 1079 - 1102                    |
| Zbigniew        | 1102 - 1106                    |
| Boleslao III    | 1102 - 1138                    |
| Ladislao II     | 1138 - 1146                    |
| Boleslao IV     | 1146 - 1173                    |
| Miecislao III   | 1173 - 1177, 1190, 1198 - 1202 |
| Casimiro II     | 1177 - 1194                    |
| Leszek I        | 1194 - 1198, 1206 - 1227       |
| Ladislao III    | 1202 - 1206, 1227 - 1228       |
| Miecislao IV    | 1210 - 1211                    |
| Corrado I       | 1229 - 1232, 1241 - 1243       |
| Enrico I        | 1232 - 1238                    |
| Enrico II       | 1238 - 1241                    |
| Boleslao V      | 1243 - 1279                    |
| Leszek II       | 1279 - 1288                    |
| Enrico IV       | 1288 - 1290                    |
| Przemysł II     | 1290 - 1291                    |
| Ladislao I      | 1306 - 1333                    |
| Casimiro III    | 1333 - 1370                    |